# منطقه لاکیر ولی
منطقه لاکیر ولی (انگلیسی: Lockyer Valley Region) یک منطقه دولتی محلی در ناحیه غرب مورتون در جنوب شرق کوئینزلند جنوب شرق کوئینزلند، استرالیا، بین شهرهای ایپسویچ، استرالیا و تومبا است.